# 弗朗齐歇克·哈夫拉内克
弗朗齐歇克·哈夫拉内克（捷克語：František Havránek，1923年7月11日—2011年3月26日），捷克足球运动员、教练。他曾带领捷克斯洛伐克国奥队参加1980年夏季奥林匹克运动会足球比赛，结果队伍获得金牌。